# Вольрад I фон Вальдек

Графство Вальдек на карте Германии 1400 года

Вольрад I (Wolrad I. von Waldeck) (ум. 1475 после 1 февраля) — граф Вальдека.
Сын Генриха VII фон Вальдека и его жены Маргареты фон Нассау-Висбаден-Идштайн. Назван в честь деда по материнской линии.
Свадьба его родителей состоялась в 1398 году, и поэтому многие источники годом рождения Вольрада I указывают 1399/1400. Однако вероятнее всего он родился гораздо позже (около 1405).
В 1424 г. Генрих VII с согласия сына заложил половину своих земель гессенскому ландграфу Людвигу I за 22 тысячи гульденов. Однако архиепископ Майнца Конрад III фон Даун воспротивился сделке под тем предлогом, что эти территории были обещаны в залог ему за 18 тысяч гульденов. Войска Майнца заняли города на спорной территории, Конрад III фон Даун предложил вернуть Людвигу Гессенскому уплаченные им 22 тысячи гульденов, однако тот отказался.
Началась война, в которой Гессен вышел победителем. Архиепископ согласился заплатить военные издержки (44 тысячи гульденов) и признал себя вассалом ландграфа по своим гессенским владениям.
Вольрад I вместе с отцом участвовал в боевых действиях на стороне Майнца, но к ним Людвиг I отнёсся довольно милостиво: они возвратили сумму залога и получили назад заложенные земли. Вскоре, в 1438 году, графы Вальдека признали себя ленниками Гессена.
В 1434—1438 гг. Вольрад I — ландфогт и оберамтман майнцского архиепископа Конрада III фон Дауна в городах Амёнебург, Баттенберг, Нойштадт, Розенталь, Хаузен, Фритцлар, Йесберг, Хофгайсмар, Наумбург, Веттер и Роден. Получал содержание в размере 800 рейнских золотых гульденов в год.
В 1442 году наследовал отцу (до этого был его соправителем). Вместе с ним графами Вальдека были двоюродный брат — Оттон III (ум. 1458/59), и его сын Оттон IV (ум. 1495) с резиденцией в городе Ландау.
В 1452 г. Вольрад I за 1100 гульденов выкупил у майнцского архиепископа город и замок Роден, заложенные в 1377 г. Генрихом IV (VII) фон Вальдеком.
В последний раз прижизненно упоминается в документе от 1 февраля 1475 года, умер вскоре после.
Жена (с марта 1440) — Барбара фон Вертхайм, дочь графа Михаэля I фон Вертхайма. Дети:
- Филипп I (1445—1475), граф Вальдека
- Филипп II (3 марта 1453 — 26 октября 1524) — регент Вальдека, с 1486 граф Вальдек-Айзенберга.
- Элизабет (ок.1455 — 15 марта 1513), жена (с 15 октября 1471) герцога Альбрехта II фон Брауншвейг-Грубенхаген (1419—1485).

Вольраду I наследовал старший сын Филипп I, вскоре умерший. Регентом при его малолетнем сыне Генрихе VIII стал брат покойного — Филипп II. В 1486 году они разделили графство: Генрих VIII получил Вальдек-Вильдунген (южную часть), Филипп II — Вальдек-Айзенберг (северную часть).